# Phyllonorycter loniceriphaga
Phyllonorycter loniceriphaga là một loài bướm đêm thuộc họ Gracillariidae. Loài này có ở Tajikistan.
Ấu trùng ăn Lonicera korolkowii. Chúng có thể ăn lá nơi chúng làm tổ.